# Obojaň
Obojaň (rusky Обоянь) je město v Kurské oblasti v Ruské federaci. Při sčítání lidu v roce 2010 mělo přes třináct tisíc obyvatel.

## Poloha a doprava
Obojaň leží v jižní části Středoruské vysočiny při řece Pselu, levém přítoku Dněpru. Od Kurska, správního střediska oblasti, je vzdálen přibližně šedesát kilometrů jižně.
Do města vede 32 kilometrů dlouhá trať, která se v Pristěni odpojuje od trati Moskva–Kursk–Charkov a slouží jen nákladní dopravě.
Západním cípem města prochází v severojižním směru dálnice M2 Krym z Moskvy přes Kursk a Bělgorod k ukrajinsko-ruské hranici. Po této dálnici je v tomto úseku trasována Evropská silnice 105 na Ukrajině pokračující přes Charkov do Záporoží a pak až na Krym do Simferopolu a Jalty.

## Dějiny
Obojaň byla na město povýšena roku 1779.
Za druhé světové války byla Obojaň 16. listopadu 1941 obsazena německou armádou a dobyta zpět 18. února 1943 jednotkami Voroněžského frontu Rudé armády v rámci třetí bitvy o Charkov.

### Rodáci
- Vasilij Vladimírovič Petrov (1761–1834), fyzik a chemik